# Лопатино (Богородский район)
Лопатино — посёлок в Богородском районе Нижегородской области. Входит в состав Каменского сельсовета.

## География
Находится в 26 км от Богородска и в 44 км от Нижнего Новгорода

## История
Поселение было основано жителями деревни Инютино в период Столыпинской реформы, формирование продолжалось до 20-х годов XX века.

## Название
Название перенято от поля Лопатино.

## Список улиц
- Луговая улица

## Население
| 1999 | 2002 | 2010 |
| ---- | ---- | ---- |
| 8    | ↘6   | ↘1   |

Национальный состав
Согласно результатам переписи 2002 года, в национальной структуре населения русские составляли 100 % из 6 человек..